# Szałasy Jarzębackie
Szałasy Jarzębackie – polana w Beskidzie Sądeckim, w środkowej części Pasma Jaworzyny. Znajduje się na bocznym grzbiecie, który od wierzchołka 1012 m po zachodniej stronie Przełęczy Bukowina opada na południową stronę, do doliny Popradu. Szałasy Jarzębackie znajdują się w górnej części tego grzbietu, powyżej Gronia. Nazwa polany pochodzi od należącego do Łomnicy-Zdroju przysiółka Jarzębaki. Powyżej Szałasów Jarzębackich znajduje się jeszcze jedna zarastająca hala Bukowina.
Polanę porasta bogata w gatunki flora roślin kwiatowych. Jeszcze w 2008 była użytkowana. Stoi na niej jeden dobrze zachowany szałas. Z polany roztacza się szeroka panorama widokowa na stronę wschodnią, południową i zachodnią.

## Szlaki turystyczne
żółty szlak z Piwnicznej-Zdroju przez Granicę, Szałasy Jarzębackie, polanę Bukowina i Przełęcz Bukowina na Halę Pisaną

## Przypisy

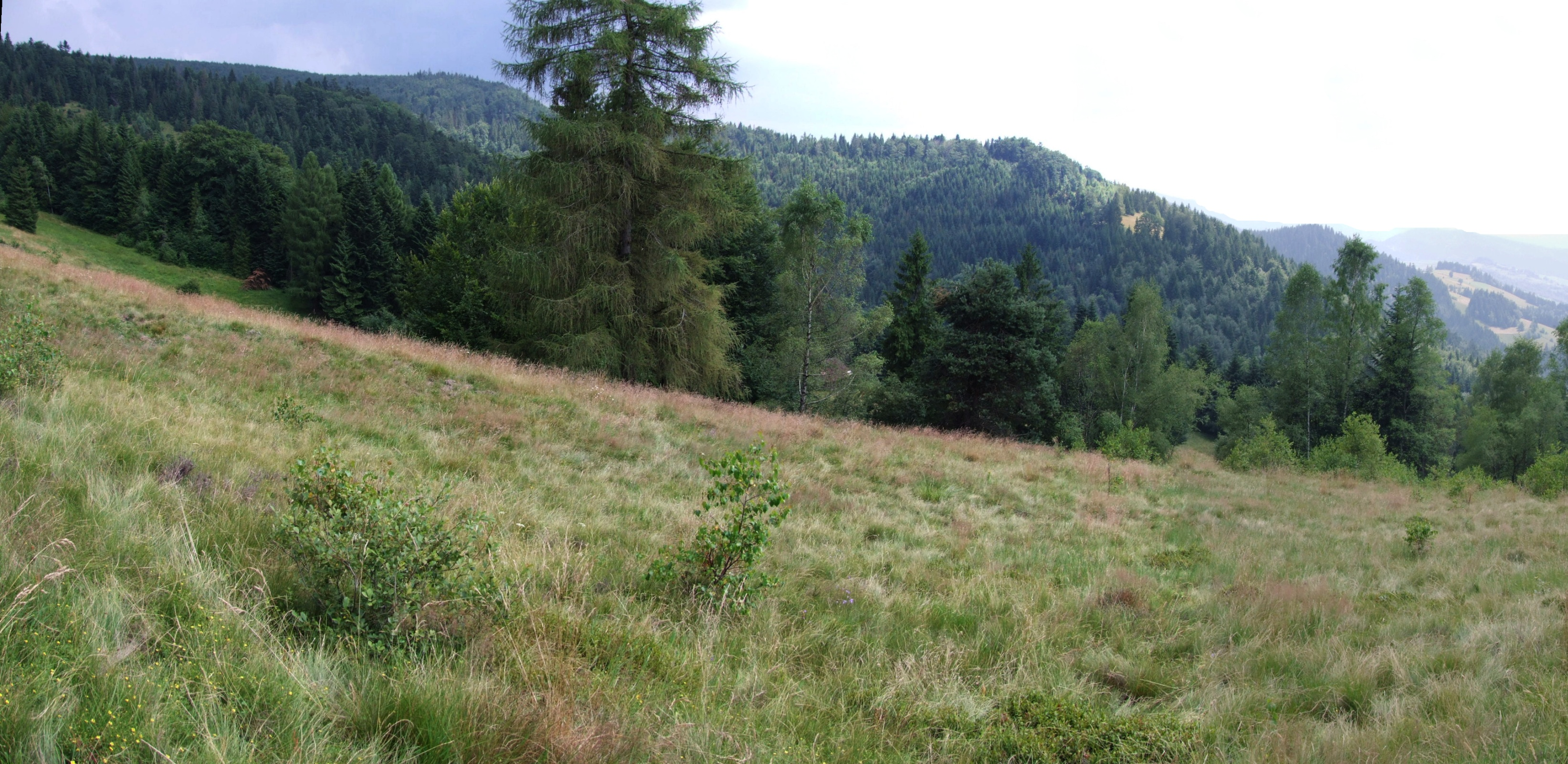
Szałasy Jarzębackie i widok na wschodnią stronę